# Lemie
 Lemie  (okcitánul: Leimia) Olaszország Piemont régiójának, Torino megyének egy községe.

## Földrajza
Lemie a Lanzo-völgyekben fekszik.

Lemie község Torino megye térképén

A vele szomszédos települések: Ala di Stura, Balme, Condove, Mezzenile, Usseglio és Viù.